# Pimpinella lineariloba
Pimpinella lineariloba är en flockblommig växtart som beskrevs av John Francis Michael Cannon. Pimpinella lineariloba ingår i släktet bockrötter, och familjen flockblommiga växter. Inga underarter finns listade i Catalogue of Life.